# Noel Fisher
Noel Fisher (Vancouver, 13 maart 1984) is een Canadees acteur.

## Filmografie

### Films
- 2020 Capone - als Junior
- 2019 Justice League vs. the Fatal Five - als Brainiac 5 (stem)
- 2018 Racetime - als Zac (stem)
- 2016 Teenage Mutant Ninja Turtles: Out of the Shadows – als Michelangelo
- 2014 Teenage Mutant Ninja Turtles – als Michelangelo
- 2012 The Twilight Saga: Breaking Dawn Part 2 – als Vladimir
- 2011 World Invasion: Battle Los Angeles – als Shaun Lenihan
- 2009 A Dog Named Christmas – als Todd McCray
- 2008 Red – als Danny
- 2007 After Sex – als Jay
- 2006 Pope Dreams – als Pete
- 2003 Thanksgiving Family Reunion – als Buzz Hodges
- 2003 Lightning: Bolts of Destruction – als Jeremy Landis
- 2003 A Wrinkle in Time – als 16-jarige jongen
- 2003 Agent Cody Banks – als Fenster
- 2003 Final Destination 2 – als Brian Gibbons
- 2003 A Guy Thing – als tiener met acne
- 2002 Killer Bees! – als Dylan Harris
- 2002 Tottoko Hamutaro – als Stan
- 2002 I Was a Teenage Faust – als Tom
- 2001 Max Keeble's Big Move – als Troy McGinty
- 2001 Freddy Got Fingered – als manager van Pimple
- 2001 Valentine – als bendelid van Tulga
- 2000 High Noon – als Billy
- 2000 Ratz – als James
- 2000 2gether – als skater
- 1999 The Skeleton Kennedy Story – als jonge Sheldon Kennedy

### Televisieseries
Alleen televisieseries met minimaal twee afleveringen.
- 2011 – 2021 Shameless – als Mickey Milkovich – 71 afl.
- 2020 - 2021 Shameless Hall of Shame - als Mickey Milkovich - 2 afl.
- 2020 The Conners - als Ed Conner jr. - 3 afl.
- 2019 The Red Line - als Paul Evans - 8 afl.
- 2018 Castle Rock - als Dennis Zalewski - 6 afl.
- 2017 The Long Road Home - als Tomas Young - 8 afl.
- 2012 The Booth at the End – als Dillon – 5 afl.
- 2012 Hatfields & McCoys – als Ellison Mounts – 3 afl.
- 2009 Law & Order: Special Victims Unit – als forensisch onderzoeker Dale Stuckley – 4 afl.
- 2007 – 2008 The Riches – als Cael Malloy – 20 afl.
- 2005 – 2006 Godiva's – als TJ – 19 afl.
- 2004 Huff – als Sam Johnson – 3 afl.
- 2000 – 2003 X-Men: Evolution – als Toad / Todd Tolensky (stemmen) – 26 afl.
- 2000 - 2001 You, Me and the Kids - als Aaron - 10 afl.

- Library of Congress Control Number: nr2005030637
- Virtual International Authority File: 46721419
- WorldCat: E39PBJqkbvXj9rTPJx9T6drDv3